# سباستین ویدال
سباستین ویدال (انگلیسی: Sebastián Vidal؛ زادهٔ ۱۸ آوریل ۱۹۸۹) بازیکن فوتبال اهل آرژانتین است.